# Черноббьо
Черноббьо (итал. Cernobbio) — коммуна в Италии, располагается в регионе Ломбардия, подчиняется административному центру Комо.
Население составляет 7031 человек (на 2004 г.), плотность населения составляет 603 чел./км². Занимает площадь 11 км². Почтовый индекс — 22012. Телефонный код — 031.
Покровителем коммуны почитается святой Викентий Сарагосский. Праздник ежегодно празднуется 22 января.